# Plakiás (Réthymnon)
Plakiás, en grec moderne : Πλακιάς, est un village et une station balnéaire du dème d'Ágios Vasílios, de l'ancienne municipalité de Foínikas, dans le district régional de Réthymnon, en Crète, en Grèce. Selon le recensement de 2011, la population de Plakiás compte 143 habitants. Le village est situé à une distance de 35 km de Réthymnon. La région est habitée depuis l'antiquité. Le site de Plakiás est considéré par certains comme la ville antique de Lámos ou celle de Phoenicia Lampaíon, une ancienne colonie côtière, sur la côte sud de la Crète, citée par Strabon.

## Source de la traduction
- (el) Cet article est partiellement ou en totalité issu de l’article de Wikipédia en grec moderne intitulé « Πλακιάς Ρεθύμνου » (voir la liste des auteurs).